# 제19회 미쟝센 단편 영화제
제19회 미쟝센 단편 영화제는 2020년 6월 25일에 열린 시상식이다.

## 수상 및 후보

### 비정성시 최우수작품상
- 실 - 조민재 수상
- 실 - 이나연 수상

### 사랑에관한짧은필름 최우수작품상
- 아마 늦은 여름이었을 거야 - 김소형 수상

### 절대악몽 최우수작품상
- 긴 밤 - 김정민 수상

### 희극지왕 최우수작품상
- 신의 딸은 춤을 춘다 - 변성빈 수상

### 4만번의구타 최우수작품상
- 서스피션 - 박우건 수상

### 심사위원특별상
- 우리의 낮과 밤 - 김소형 수상
- 술래 - 김도연 수상
- Ok, 탑스타 - 이건휘 수상

### 심사위원 특별상 연기부문
- 술래 - 우연 수상
- 우리의 낮과 밤 - 김우겸 수상

### 베스트 오브 무빙 셀프 포트레이트
- 중성화 - 김홍기 수상

### 미쟝센 촬영상
- 청년은 살았다. - 최택준 수상

### 미쟝센 미술상
- 지구 최후의 계란 - 한예림 수상

### DGK 비전상
- 신의 딸은 춤을 춘다 - 변성빈 수상

### 비정성시 부문
- 굿타임 - 강동인
- 김현주 - 강지효
- 삼중주 - 변여빈
- 술래 - 김도연
- 스마일클럽 - 최은우
- 신김치 - 이준섭
- 신도시 키드 - 김유원, 남소현
- 실 - 조민재
- 실버택배 - 김나연
- 아버지의 몸값 - 장선희
- 어제 내린 비 - 송현주
- 언젠간 터질 거야 - 서태범
- 언팟 - 박희은
- 우리의 낮과 밤 - 김소형
- 작년에 봤던 새 - 이다영
- 창문 너머에 - 강지숙
- 실 - 이나연

### 사랑에 관한 짧은 필름 부문
- 고름 - 김지수
- 고온다습 - 김호정
- 굿마더 - 이유진
- 뒤로 걷기 - 방성준
- 딸 셋, 엄마 하나 - 한준희
- 아마 늦은 여름이었을 거야 - 김소형
- 아이스 - 이성욱
- 엄마에게 - 오우리
- 여름바다에 뜨는 가벼운 것들 - 조혜린
- 추석 연휴 쉽니다 - 남순아
- 함께 살개 - 이윤지

### 희극지왕 부문
- Ok, 탑스타 - 이건휘
- 네모네모로직 하는 법 - 박소원
- 농경사회 - 김경윤
- 도와줘! - 김지안
- 드라이빙 스쿨 - 유수진
- 메소드 연기 - 이기혁
- 볼빨간 사십춘기 - 박혜원
- 신의 딸은 춤을 춘다 - 변성빈
- 중성화 - 김홍기
- 축가 - 김용승
- 코스모스 - 임종민
- 틴더시대 사랑 - 정인혁

### 절대악몽 부문
- 그녀를 지우는 시간 - 홍성윤
- 긴밤 - 김정민
- 보육교사 - 김믿음
- 세이레 - 박강
- 아유데어 - 정은욱
- 왜냐고 묻지 마세요 - 양근영
- 피는 잔칫집에서 흘려라 - 유형준
- 피사체 - 하태민

### 4만번의 구타 부문
- Godspeed - 박세영
- 뒤 : 빡 - 석재승
- 메리 좀 찾아줘 - 오우람
- 면접 - 김용호
- 서스피션 - 박우건
- 아주 특별한 인간 - 정지민
- ㅈ교생 - 김경연
- 졸업 - 김민수
- 지구 최후의 계란 - 김윤선
- 청년은 살았다. - 심규호